# スレー・パゴダ

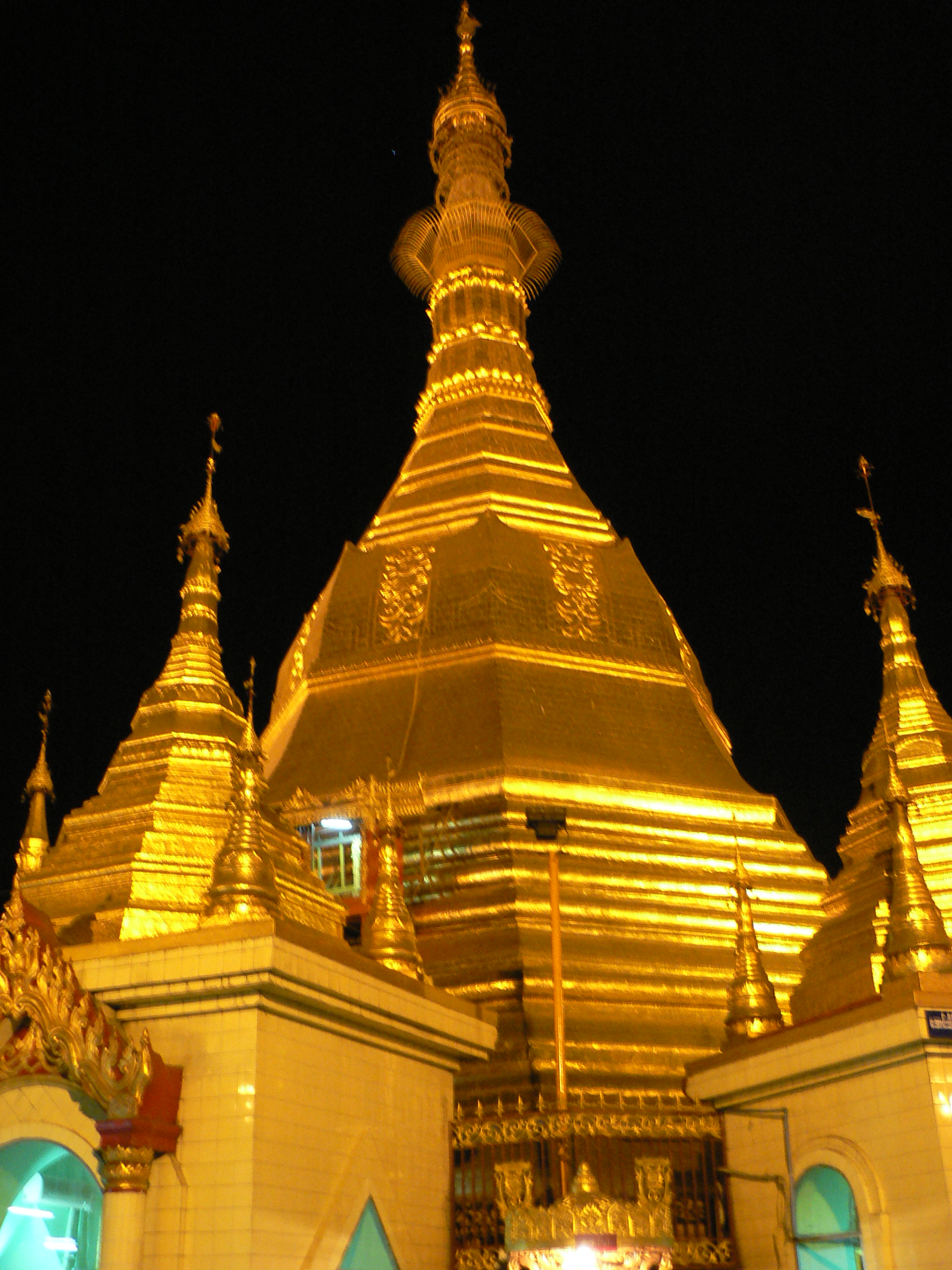
スレー・パゴダ

スレー・パゴダ (Sule Pagoda) はミャンマーのヤンゴンの中心部にある仏塔（パゴダ）である。
現代におけるビルマの政治、理念、地理学的に重要な市の中心部に鎮座している。
伝説によると、シュエダゴン・パゴダより前、2500年以上も前に造られた。伝説では、現在のシュエダゴン・パゴダの場所は、スレー・パゴダの場所に存在した古代ナッ信仰の神（魂）より啓示を受けたと語られている。
スレー・パゴダは、ヤンゴンおよびミャンマーの政治の中心地である。
1988年の8888民主化運動や2007年の反政府デモの拠点となった。